# Bṛhadāraṇyaka Upaniṣad
La Bṛhadāraṇyaka Upaniṣad (devanāgarī: बृहदारण्यक उपनिषद्) è tra le Upaniṣad vediche più antiche, se non la più antica. Probabilmente coeva se non leggermente anteriore alla Chāndogya Upaniṣad.

## Datazione, collocazione ed edizioni
La sua datazione resta comunque incerta, probabilmente è attribuibile, come prima testimonianza scritta, ad un periodo compreso tra il IX e l'VIII secolo a.C..
La Bṛhadāraṇyaka Upaniṣad appartiene allo Yajurveda, segnatamente al Śukla Yajurveda (Yajurveda bianco), e raccoglie le riflessioni religiose e meditative del sacerdote adhvaryu, il sacerdote deputato a mormorare le "formule sacrificali" durante il sacrificio vedico (yajña).
La Bṛhadāraṇyaka Upaniṣad è inserita nel Bṛhad Āraṇyaka a sua volta collocato nel Śatapatha Brāhmaṇa di cui rappresenta l'ultimo libro a cui segue la Īṣa Upaniṣad.
Questa Upaniṣad deve dunque il suo nome allo Āraṇyaka di cui fa parte, nome che può essere tradotto come "Upaniṣad della grande (bṛhat) opera silvestre (o 'dei luoghi inabitati', āraṇyaka)".
Di questa Upaniṣad esistono due edizioni appartenenti: l'una alle scuole dei Kaṇva e l'altra a quella dei Mādhyandina, la prima risulterebbe essere, perlomeno per alcune parti, fonte dell'altra.
L'antichità di questa Upaniṣad è testimoniata dal fatto che in questo testo, tra l'altro, vi sono presenti alcuni elementi che non confermano affatto quella supremazia brahmanica sancita nei testi successivi. Così nel II brāhmaṇa del sesto adhyāya (quindi collocato nel terzo kāṇḍa), il re Pravāhaṇa Jaivali (di casta dunque kṣatriya) istruisce sul dharma il brahmano Gautama padre di Śvetaketu (VI,2,1-7):
(Bṛhadāraṇyaka Upaniṣad VI, 2,1-7)
Allo stesso modo questa Upaniṣad dimostra anche come le donne nella società vedica potessero partecipare alla conoscenza sacra e, in definitiva, segreta. Nel quarto brāhmaṇa del secondo adhyāya, Yājñavalkya sta per abbandonare la famiglia per ritirarsi nella foresta come rinunciante ma decide, prima di allontanarsi, di comunicare alla moglie Maitreyī le sacre dottrine:
(Bṛhadāraṇyaka Upaniṣad II,4,3-4)

## Struttura
La Bṛhadāraṇyaka Upaniṣad si compone di sei adhyāya (studi, letture) suddivise in tre sezioni (kāṇḍa), ovvero due per ogni sezione; ogni adhyāya è a sua volta suddivisa in ulteriori sotto sezioni denominate brāhmaṇa.

### Il primokāṇḍa
Il primo kāṇḍa è quindi suddiviso in due adhyāya ciascuna composta da tre brāhmaṇa.

Il primo adhyāya  del primo kāṇḍa si occupa del cavallo sacrificale, ovvero del sacrificio del cavallo, lo aśvamedha, che è all'origine dell'universo. Mṛtyu, la morte che si nutre dei mortali, trae dal nulla l'universo per potersi nutrire, poi si trasforma in un cavallo per poter sacrificare sé a sé stesso per mezzo dell' aśvamedha.